# Kraftwerk Connaught Bridge
Das Kraftwerk Connaught Bridge ist ein Gaskraftwerk in der Stadt Klang, Bundesstaat Selangor, Malaysia, das am Fluss Klang gelegen ist. Es ist nach der nahegelegenen Eisenbahnbrücke über den Klang benannt. Das erste Kraftwerk an dieser Stelle wurde in den 1940er Jahren errichtet.
Das Kraftwerk ist im Besitz der Tenaga Nasional Berhad (TNB) und wird auch von TNB betrieben.

## Kraftwerksblöcke
Das Kraftwerk besteht aus zwei Anlagen, von denen eine ein Gasturbinenkraftwerk und eine ein GuD-Kraftwerk ist. Die folgende Tabelle gibt einen Überblick:
| Anlage | Block | Max. Leistung (MW) | Betriebsbeginn | Turbine     | Generator   | Dampfkessel |
| ------ | ----- | ------------------ | -------------- | ----------- | ----------- | ----------- |
| 1      | 1     | 130                | 1992           | ABB         | ABB         |             |
|        | 2     | 130                | 1992           | ABB         | ABB         |             |
|        | 3     | 130                | 1992           | ABB         | ABB         |             |
|        | 4     | 130                | 1992           | ABB         | ABB         |             |
| 2      | 1     | 106                | 1984           | Siemens     | Siemens     |             |
|        | 2     | 106                | 1984           | Siemens     | Siemens     |             |
|        | 3     | 105                | 1995           | NEI-Parsons | NEI-Parsons |             |

Die Anlage 1 besteht aus vier Gasturbinen ohne nachgeschaltete Dampfturbine. Die Anlage 2 besteht aus zwei Gasturbinen sowie einer nachgeschalteten Dampfturbine. An beide Gasturbinen ist jeweils ein Abhitzedampferzeuger angeschlossen; die Abhitzedampferzeuger versorgen dann die Dampfturbine.
Die beiden Gasturbinen der Anlage 2 gingen 1984 in Betrieb und wurden ursprünglich mit Öl befeuert; 1993 wurden sie auf die Befeuerung mit Erdgas umgerüstet.